# Heterophasia annectens
Heterophasia annectens е вид птица от семейство Leiothrichidae.

## Разпространение
Видът е разпространен в Бутан, Виетнам, Индия, Китай, Лаос, Мианмар, Непал и Тайланд.